# 常陸丸 (2代)
常陸丸（ひたちまる）は日本郵船の貨客船。
初代「常陸丸」を失った郵船は代船の建造を計画し、三菱長崎造船所に建造を発注する。日露戦争最末期の1905年（明治38年）6月19日に起工した代船は初代を襲名する形で「常陸丸」と命名され、1906年（明治39年）9月22日に進水、12月12日に竣工した。
初代「常陸丸」の経験により、三菱長崎造船所で建造される大型船も7,000トンを超える「丹後丸」（日本郵船、7,463トン）が1905年に竣工し、二代目「常陸丸」が起工して4日後の6月23日には、日本で初めての1万トンを超える商船の「天洋丸」（東洋汽船、13,454トン）および同型の「地洋丸」（東洋汽船、13,426トン）が起工するなど、三菱長崎造船所の発展は目を見張るものがある。しかし、代船として建造された二代目「常陸丸」は7,000トンを割る船型であり、また同型船がない単一クラスの貨客船である。日本の貨客船のクラスの歴史上のうち、欧州航路就航船の観点から言えば神奈川丸級貨客船および若狭丸級貨客船と8,000トン超の賀茂丸級貨客船の間に属する。船名に関しては、山高は「わが国では一般に不幸な艦船名は再用しない習わしであるが、初代常陸丸はいわば名誉の戦死とみて同じ名がつけられたものであろう」と説明するが、この「習わし」の由来のうち半分は不明である。
竣工後の二代目「常陸丸」は初代と同様に欧州航路に就航する。ところが1912年（明治45年）4月22日、横浜港に停泊中の「常陸丸」の機関部員28名が、横浜港碇泊中の東洋汽船の貨物船が待遇改善を求めてストライキを起こしたのに乗じてストライキに入り、ストライキの波は横浜港に停泊中の他の商船にも波及して、商船の出港に支障を出す騒ぎが起こった。やがて欧州航路に1万トンクラスの新鋭船が投入されるに及んで「常陸丸」は他の航路に配されることとなり、1915年（大正4年）ごろには豪州航路に配船。1916年（大正5年）には欧州航路に復帰するが、新鋭船就航のあとでは「一等船では無い」という評価であった。1917年（大正6年）8月下旬には他船で起こったストライキ騒ぎに再び乗じる。
1914年には第一次世界大戦が始まっており、ドイツによる通商破壊作戦によってイギリス近海は危険水域となっていた。日本郵船はイギリス航路の配船を停止していたが、英・日両政府の強い要請により、リバプール航路を再開することになった。1917年日本を出帆した「常陸丸」は9月17日にペナンに寄港し、次いでコロンボにも寄港して9月22日に出港しケープタウンに向かった。4日後の9月26日、「常陸丸」は仮装巡洋艦「ヴォルフ」と遭遇して砲撃を受ける。砲撃により船員14名とインド人2名が死亡。残る乗客44名（うち日本人3名）と乗組員117名は「ヴォルフ」に収容された。「常陸丸」は最終的には11月7日に爆沈処分に付され、二代続けて戦禍に倒れるという結末となった。「ヴォルフ」は「常陸丸」を処分してからスペイン貨物船「イゴッツ・メンディ」(Igotz Mendi) を拿捕し、乗客12名と日本人メイド1名は「イゴッツ・メンディ」に移される。「イゴッツ・メンディ」に移された乗客に日本人は含まれていなかったとも報じられる。「常陸丸」船長富永清蔵は、郵船社長、一等運転士および夫人宛ての遺書をしたためたあと、1918年（大正7年）2月7日に「ヴォルフ」がデンマーク海峡に差し掛かったところで入水して自殺した。「イゴッツ・メンディ」は「ヴォルフ」から分離したあとにデンマーク沿岸で座礁し、上陸・保護された「常陸丸」捕虜から郵船ロンドン支店を通じて「常陸丸」の消息が伝えられた。